# سيرفيوس توليوس

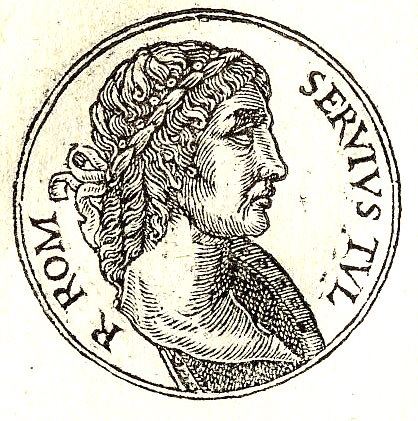
سيرفيوس توليوس في رسم من القرن السادس عشر

سيرفيوس توليوس (باللاتينية: Servius Tullius) هو سادس الملوك الأسطوريين على روما، وثاني ملوك السلالة الأترورية. وحكم بين عامي 578 – 535 قبل الميلاد. وتصف المصادر الرومانية واليونانية أن أصله كان من العبيد وتزوج لاحقا من ابنة تاركوينيوس بريسكوس، أول الملوك الأتروريين على روما، والذي اغتيل عام 579 قبل الميلاد. ويقال أن سيرفيوس اختلف عن غيره كونه أول ملك روماني يتولى العرش دون انتخاب مجلس الشيوخ له، حيث نال العرش بدعم شعبي، وذلك بتدبير حماته؛ وأول من يتم انتخابه من قبل مجلس الشيوخ دون الرجوع للشعب.
تصف العديد من الحكايات والد سيرفيوس بأنه شخصية إلهية. ويصور ليفي والدة سيرفيوس بأنها أميرة لاتينية استعبدها الرومان؛ وتم اختيار ولدها كملك مستقبلي على روما بعد أن شوهدت حلقة من النار حول رأسه. أما الإمبراطور كلوديوس أسقط أصله ووصفه بأنه كان في الأصل مرتزق أتروري يدعى ماستارنا، والذي قاتل من أجل كايليوس فيبينا.
كان سيرفيوس ملكا ذا شعبية، وأحد أهم المحسنين في تاريخ روما. وحقق نجاحات عسكرية ضد قبائل فيي والإتروسكان، وتوسعت المدينة لتشمل تلال كويرينال وويمينال وإسكويلين. كان له الفضل بتأسيس مهرجانات كومبيتاليا، وبناء المعابد للآلهة فورتونا وديانا، واختراع أول عملة حقيقية لروما. ورغم معارضة النبلاء له في روما، فقد قام بتوسيع الامتيازات الرومانية وحسن من وضع من الطبقات الدنيا في روما وثروتهم سواء للمواطنين وغير المواطنين. وذكر ليفي أنه ملك لمدة 44 عاما، حتى قتل على يد ابنته توليا وصهره تاركوينيوس سوبربوس. ونتيجة لهذه «الجريمة المأساوية» وغطرسته الشديدة، فقد تمت إزالة تاركوينيوس من الحكم في النهاية. ومهد هذا الطريق لإلغاء النظام الملكي في روما وتأسيس الجمهورية الرومانية، التي سبق أن وضعت سيرفيوس أساسات الإصلاح فيها.